# Ustjurtská plošina
Ustjurtská plošina (kazašsky U'stirt; turkmensky Üstyurt) je náhorní plošina mezi Kaspickým mořem a Aralským jezerem. Náhorní plošina leží v Kazachstánu, Uzbekistánu a zčásti v Turkmenistánu. Rozprostírá se zhruba na 200 000 km².
Na východě je omezena svahy Východního činku, na západě Západního činku a na severu Severního činku. K jihovýchodu přechází v Sarykamyšskou kotlinu. Na Ustjurtské plošině žije polokočovné obyvatelstvo chovající ovce, kozy a velbloudy.